# Sue Graftonová
Sue Graftonová (24. dubna 1940, Louisville, Kentucky – 28. prosince 2017, Santa Barbara, Kalifornie) byla americká spisovatelka detektivních románů.

## Život
Sue Graftonová se narodila v Louisville v Kentucky, jejím otcem byl spisovatel C. W. Grafton. Vystudovala University of Louisville, poté pracovala jako úřednice ve zdravotnictví a pokladní v kalifornských městech Santa Monica a Santa Barbara.
První román dokončila ve 22 letech a pokračovala v psaní dalších, z nichž dva byly vydány. Vzhledem k tomu, že nebyly příliš úspěšné, se v následujících letech Graftonová věnovala scenáristické tvorbě. V roce 1982 vydala první román ze své detektivní série podle abecedy.

## Dílo
Graftonová je známá především sérií detektivních románů, jejichž názvy začínají písmenem a tvoří abecední posloupnost. Děj románů se odehrává v kalifornském městě Santa Teresa a okolí (předobrazem je Santa Barbara) a hlavní postavu v nich představuje soukromá vyšetřovatelka Kinsey Millhoneová. Doba děje prvního románu řady odpovídá roku vydání, časové mezery mezi ději následujících románů jsou však kratší než mezi vydáváním.
- A… jako alibi ("A" Is for Alibi, 1982, česky 2001)
- B… jako běs ("B" Is for Burglar, 1985, česky 2001)
- C… jako Corpus delicti ("C" Is for Corpse, 1986, česky 2002)
- D… jako desperát ("D" Is for Deadbeat, 1987, česky 1992)
- E… jako exploze ("E" Is for Evidence, 1988, česky 1994)
- F… jako finta ("F" Is for Fugitive, 1989, česky 1994)
- G… jako grázl ("G" Is for Gumshoe, 1990, česky 1997)
- H… jako hrozba ("H" Is for Homicide, 1991, česky 1998)
- I… jako intrika ("I" Is for Innocent, 1992, česky 2000)
- J… jako justice ("J" Is for Judgment, 1993, česky 2000)
- K… jako kat ("K" Is for Killer, 1994, česky 2000)
- L… jako lháři ("L" Is for Lawless, 1995, česky 2001)
- M… jako msta ("M" Is for Malice, 1996, česky 2001)
- N… jako nástraha ("N" Is for Noose, 1998, česky 2001)
- O… jako obviněný ("O" Is for Outlaw, 1999, česky 2002)
- P… jako pochybnosti ("P" Is for Peril, 2001, česky 2002)
- Q… jako Queen ("Q" Is for Quarry, 2002, česky 2003)
- R… jako risk ("R" Is for Ricochet, 2004, česky 2005)
- S… jako smrt ("S" Is for Silence, 2005, česky 2006)
- T… jako tabu ("T" Is for Trespass, 2007, česky 2008)
- U… jako utrpení ("U" Is for Undertow, 2009, česky 2012)
- V… jako vendeta ("V" Is for Vengeance, 2011, česky 2012)
- W… jako Western ("W" Is for Wasted, 2013, česky 2014)
- X ("X", 2015, česky 2016)
- "Y" Is for Yesterday (2017)